# Birce, Horodok
Birce (în ucraineană Бірче) este un sat în așezarea urbană Velîkîi Liubin din raionul Horodok, regiunea Liov, Ucraina.

## Demografie
Componența lingvistică a localității Birce
     Ucraineană (99,63%)
     Alte limbi (0,37%)
Conform recensământului din 2001, majoritatea populației localității Birce era vorbitoare de ucraineană (99,63%), existând în minoritate și vorbitori de alte limbi.